# Pedro V van Kongo (usurpator)
Pedro V Ntivila a Nkanga was Mwene Kongo van het Koninkrijk Kongo en behoorde tot het Huis Kimpanzu.

## Levensloop
Hij regeerde van 1763 tot 1764, nadat hij Sebastião I van de troon had verdreven. Deze machtsgreep vond plaats omdat Pedro weigerde afstand te doen van de aanspraken van het Huis Kimpanzu op het koningschap. Zijn coup markeerde het einde van het roterende koningschapsysteem dat oorspronkelijk door Pedro IV was ingesteld.
Pedro V's bewind was echter van korte duur. Nadat hij op zijn beurt werd afgezet door Álvaro XI, werd zijn naam uit de officiële kronieken geschrapt. Dit blijkt uit het feit dat in 1859 een andere heerser officieel als Pedro V werd gekroond. Waarschijnlijk werd zijn heerschappij niet erkend omdat hij gelijktijdig aanspraak maakte op de troon met Álvaro IX. Desalniettemin bleef Pedro V zichzelf ook na zijn afzetting als rechtmatige koning beschouwen.